# Даниловский, Фёдор Семёнович
Фёдор Семёнович Даниловский (20 ноября 1902, дер. Данилов Починок, Вологодская губерния — 18 ноября 1978, Москва) — советский военный деятель, генерал-майор (1944 год).

## Биография
Родился 20 ноября 1902 года в деревне Данилов Починок (ныне — Тотемский район, Вологодская область).

### Довоенное время
В сентябре 1924 года был призван в ряды РККА и служил красноармейцем в роте охраны Ленинградской школы связи, а затем в 35-м стрелковом полку Ленинградского военного округа.
С сентября 1926 года был курсантом Ленинградской пехотной школы имени Э. М. Склянского, по окончании которой в сентябре 1929 года был назначен на должность командира взвода 18-го отдельного пулемётного батальона, а в декабре 1931 года — на должность помощника командира и командира бронеплощадки полка бронепоездов в Брянске.
С мая 1935 года проходил обучение в Военной академии имени М. В. Фрунзе, по окончании которой в сентябре 1938 года был назначен на должность начальника 1-й части штаба 83-й горнострелковой дивизии, в ноябре 1939 года — на должность начальника 1-го отделения 1-го отдела штаба Среднеазиатского военного округа, в декабре 1940 года — на должность начальника 1-го отделения отдела боевой подготовки штаба этого округа, а в апреле 1941 года — на должность начальника оперативного отделения штаба 238-й стрелковой дивизии.

### Великая Отечественная война
В ходе Великой Отечественной войны в октябре 1941 года был назначен на должность начальника штаба 387-й стрелковой дивизии Среднеазиатского военного округа. В декабре дивизия была направлена на фронт в действующую армию, и в составе Западного и Брянского фронтов принимала участие в битве под Москвой.
В июле 1942 года был назначен на должность заместителя командира 387-й стрелковой дивизии, но от должности был отстранен и в августе был назначен исполняющим должность начальника штаба управления тыла 61-й армии. В сентябре 1943 года был назначен на должность командира 197-й стрелковой дивизии, участвовавшей в Брянской наступательной операции и освобождении Брянска. За образцовое выполнение заданий командования в этих боях дивизия получила почетное наименование «Брянская». В последующем дивизия принимала участие в Гомельско-Речицкой и Львовско-Сандомирской наступательной операции.
30 сентября 1944 года был назначен на должность командира 120-го стрелкового корпуса, который успешно действовал в ходе Сандомирско-Силезской и Нижнесилезской наступательных операций. С февраля 1945 года командовал 197-й стрелковой дивизией, участвовавшей в Берлинской и Пражской наступательных операциях. За отличия в боях дивизия была награждена орденом Кутузова 2-й степени, а Ф. С. Даниловский — орденом Красного Знамени. С 10 марта по 3 апреля 1945 года генерал-майор Ф. С. Даниловский временно исполнял должность командира 21-го стрелкового корпуса, занимавшего оборону в районе города Губен и реки Нейсе.

### Послевоенная карьера
С августа 1945 года командовал 80-й и 112-й гвардейскими стрелковыми дивизиями. В июле 1946 года 112-я гвардейская стрелковая дивизия была преобразована в 12-ю отдельную гвардейскую стрелковую бригаду, а Фёдор Семёнович Даниловский назначен её командиром.
С июля по октябрь 1948 года проходил обучение на высших академических курсах при Высшей военной академии имени К. Е. Ворошилова, а затем учился на основном факультете этой академии. По окончании академии с февраля 1950 года исполняющего должность начальника 1-го отдела, он же заместитель начальника Уставного управления Главного военно-научного управления Генерального штаба ВС СССР. В июне 1953 года был назначен на должность заместителя начальника 3-го отдела, он же начальник направления этого же управления, в апреле 1955 года — на должность заместителя начальника Уставного управления.
В апреле 1957 года был прикомандирован к Военной академии имени М. В. Фрунзе для использования на преподавательской работе, и в июне 1958 года был назначен на должность старшего преподавателя кафедры оперативно-тактической подготовки.
В феврале 1959 года вышел в отставку в звании генерал-майора. Умер 18 ноября 1978 года в Москве.

## Награды
- Орден Ленина;
- Четыре ордена Красного Знамени;
- Орден Суворова 2 степени;
- Орден Кутузова 2 степени;
- Медали.